# (17022) Huisjen
(17022) Huisjen (1999 DN7) – planetoida z pasa głównego asteroid okrążająca Słońce w ciągu 3,86 lat w średniej odległości 2,46 j.a. Odkryta 18 lutego 1999 roku.